# Casa privata per le SS
Casa privata per le SS è un film del 1977 diretto da Bruno Mattei. Il film venne interpretato da Gabriele Carrara, Marina Daunia e Ivano Staccioli.
Mattei contribuì anche alla scrittura del soggetto e della sceneggiatura del film insieme a Giacinto Bonacquisti, che partecipò alla scrittura di un altro film di Mattei, KZ9 - Lager di Sterminio. 
La sceneggiatura del film tratta la storia di alcuni ufficiali nazisti che decidono di costruire il "Blumenstrauss", una casa di piacere riservata ad alti ufficiali per ottenere informazioni sui loro tradimenti. Al "Blumenstrauss" vengono condotte diverse ragazze. Cinque ufficiali vengono uccisi, insieme ad altri generali. Quando giunge la notizia della morte di Hitler e dell'avvicinarsi dei Russi, nel mezzo di un'orgia tutte le persone si uccidono o vengono trucidati. Un ufficiale tedesco, accorso per liberare le donne, arriva troppo tardi e ne trova solamente una, impazzita.
Il film fa parte di un genere, la nazisploitation, in voga tra il 1975 ed il 1977: una serie di pellicole erotiche a basso costo con tema comune il nazismo. Fu accolto freddamente della critica italiana, ma recentemente è stato rivalutato ed è diventato un cult dell'exploitation. All'estero è conosciuto anche come SS Girls, dove è stato distribuito anche in DVD. In Italia invece il film è disponibile solo in versione VHS.

## Trama
Il generale delle SS Hans Schellenberg viene incaricato di creare e gestire un bordello, il "Blumenstrauss", al fine di smascherare presunti complotti e tradimenti al Führer da parte di alti ufficiali tedeschi. Hans si avvale dell'aiuto di Frau Inge, di Madame Eva, di cui è invaghito, e del professor Jürgen. Con quest'ultimo sottopone le migliori prostitute tedesche ad una serie di sadici allenamenti per fare di esse dei burattini sessuali, pronte e disinibite verso qualunque tipo di fantasia.
Pronte le prostitute, il "Blumenstrauss" apre; come primi ospiti arrivano degli anziani ufficiali sospettati di alto tradimento. Il gruppo di ufficiali viene ammaliato da giochi erotici e ubriachezza, e le prostitute naziste gridano offese al Führer. Dopo aver compiuto la missione, gli ufficiali vengono uccisi.
Hans viene incaricato di un'altra missione: uccidere Oscar Videvangher e i suoi due uomini. Schellenberg è a conoscenza che Videvangher aveva violentato una bambina spagnola e cerca di farlo impazzire conducendolo in giardino con l'ausilio del fantasma della bambina. Gli uomini di Videvangher, preoccupati, lo seguono in giardino. Uno di loro, visto il capo in preda al panico, lo uccide strangolandolo. Entrambi verranno lo stesso uccisi.
Dopo quest'altra missione conclusa con successo, le prostitute vengono controllate da un medico, e il professor Jürgen rileva che Anna, una delle prostitute, è incinta e la costringe all'aborto. Nel frattempo Frau Inge è rosa dalla gelosia perché sa che Hans ama Madame Eva; per questo decide di contattare il generale maggiore per far uccidere il capo del bordello. Il generale allora obbliga Schellenberg ad uccidersi a sera in una festa in suo onore, ma Inge, non ancora placata dalla gelosia, decide di andare a sfregiare madame Eva, che si lancia dalla finestra e muore. La guerra continua come testimoniano strane immagini rosse, e il capitano è ancora vivo.
Frau Inge va a parlare con Schellenberg: questi ha appreso la notizia della morte di Hitler ed è felice perché l'ordine dei suoi superiori non ha più valore e uccide la soldatessa. Nonostante la morte di Hitler, al "Blumenstrauss" viene organizzata un'orgia, durante la quale Schellenberg si pente pubblicamente di essere tedesco e sputa al suo generale. Inizia una carneficina: il capitano, tornato per salvare le prostitute dalla prigionia russa, si ubriaca; al suo risveglio ritrova viva Anna, la prostituta che aveva messo incinta. La ragazza è ancora sconvolta per l'aborto che aveva dovuto subire. I due fuggono insieme, salvi, ma psicologicamente distrutti.

## Produzione
Il film venne girato in una villa italiana, ed è ispirato a Salon Kitty di Tinto Brass; alcuni attori che hanno recitato in Salon Kitty sono presenti anche in questo film, come Salvatore Baccaro, che interpreta lo stesso ruolo in entrambi i film.. Mattei, che in questo film utilizza lo pseudonimo Jordan B. Matthews, realizzò la pellicola contemporaneamente a KZ9 - Lager di Sterminio, con parte dello stesso cast (Staccioli, Carrara, Daunia, Gobert).
A causa degli mezzi finanziati a disposizione, furono utilizzati attori poco noti. Per la scena dell'aborto, inoltre, Mattei utilizzò del materiale non girato da lui, prelevandolo dal film svizzero del 1973 She Devils of the SS. La musica d'apertura è la stessa utilizzata in Rollerball di Norman Jewison.

## Accoglienza

### Botteghino
Il film è stato distribuito nelle sale italiane il 22 gennaio 1977, ed ha incassato 67 milioni di lire.

### Censura
Il film fu approvato dalla censura il 12 gennaio 1977, con il visto n. 69516. Inoltre venne vietato ai minori di 18 anni in Giappone, in Gran Bretagna e in Australia.

### Critica
La critica italiana fu molto dura nei confronti del film; Il Morandini gli ha assegnato una stella e l'ha definito "scontato filmetto del genere erotico-nazista", mentre è stato criticato pesantemente per le tematiche erotiche-sadiche, prendendo la scusa dai crimini nazisti. Sebbene la maggior parte dei film dello stesso genere, trattano soprattutto di temi quali le umiliazioni, gli abusi sessuali, le cruente torture di donne completamente nude, il film è meno violento e opta di più per il sesso, con scene estreme come quella in cui una donna ha un rapporto sessuale con un cane e con un uomo deforme. Successivamente anche Mattei dichiarerà che Casa privata per le SS è uno dei suoi film più brutti.

## Home video
Il film è stato riscoperto ed è diventato un cult, dopo esser stato rivalutato dalla critica; proprio per questo Casa privata per le SS è considerato un film chiave della nazisploitation. In America il film è disponibile nel formato DVD, mentre in Italia è stato commercializzato solo in VHS dalla Shendene.
In America il film venne distribuito sia nei cinema sia per l'Home video con il titolo alternativo SS Girls e in versione ridotta. Il film è stato distribuito in DVD dalla "Exploitation Digital" con lo stesso titolo (anche se nella confezione compare anche il titolo originale tradotto, Private House of the SS). La durata della versione completa del film è di 95 minuti, mentre quella censurata dura 82 minuti.